# João Alfredo
João Alfredo es un municipio brasileño del estado de Pernambuco. Tiene una población estimada al 2020 de 33.328 habitantes.

## Historia
João Alfredo se originó de una hacienda instalada en la localidad de Imbé, a mediados del siglo XVIII por el capitán portugués Antônio Barbosa da Silva. Años después, en virtud de la escasez de agua en aquella región, el colonizador resolvió transferir la sede de la propiedad para el lugar donde se sitúa actualmente la ciudad, aprovechando el manantial de una laguna existente.
En 1779 las familias Holanda Cavalcanti y Alves do Rêgo adquirieron la posesión de la propiedad y pasaron a llamarla “Boa Vista”. En 1785 construyeron un pequeño ingenio de tracción animal, al cual le dieron el mismo nombre de la hacienda. En 1820  la propiedad fue vendida al Sr. Francisco Antônio, jefe político del Curato de Bom Jardim, que en 1850 pasó el mando del Sr. João Felipe de Melo, también bonjardinense. En 1877, con el fallecimento del Sr. João Felipe de Melo, el ingenio fue adquirido por el capitán José Francisco Cordeiro de Arruda.
En 1879 el coronel José Ferreira de Silva, que también era propietario del ingenio Melancia, adquirió el ingenio Boa Vista, emprendiendo grandes beneficios en el mismo, transformando el área circundante en un pequeño aglomerado residencial. En 1900 obtuvo por parte de la municipalidad de Bom Jardim una licencia para la promoción de una feria-libre semanal e inició la construcción de una capilla en devoción a la Inmaculada Concepción. La primera feria-libre fue realizada el 6 de enero de 1901 y la capilla fue inaugurada el 18 de junio del mismo año, con una misa solemne celebrada por el padre João Pacífico Ferreira Freire.

### Evolución
En 1902 más casas fueron construidas y aparecieron los primeros establecimientos comerciales. En 1909 el ingenio y las casas aglomeradas a él fueron considerados oficialmente como poblado, recibiendo el nombre de “Boa Vista da Conceição”.
La agencia postal fue inaugurada el 26 de abril de 1926, con el nombre de "Santa Luzia", debido a que ya existe otra localidad en el estado con el nombre de Boa Vista. Mediante Ley n.º 1944 del 19 de septiembre de 1928, la Villa de Santa Luzia cambió su nombre a “João Alfredo”, según lo determinó el entonces gobernador del Estado, Dr. Estácio Coimbra. El 27 de marzo de 1931, mediante la Ley n.º 43, el teniente Alfredo Agostinho, alcalde de Bom Jardim, elevó el pueblo a la categoría de villa y creó el Distrito Judicial, con sede en este terreno. 
Por efecto de la Ley provincial n.º 23 del 10 de octubre de 1935 fue creado el Municipio de João Alfredo, siendo oficialmente instalado el día 21 de octubre del mismo año.